# Hon Kwok City Center
Hon Kwok City Center (汉国中心) — сверхвысокий небоскрёб, расположенный в китайском городе Шэньчжэнь, в деловом районе Футянь, напротив Шэньчжэньского центрального парка. Построен в 2017 году в стиле модернизма, на начало 2020 года являлся восьмым по высоте зданием города, 46-м по высоте зданием Китая, 55-м — Азии и 90-м — мира.
329-метровая башня Hon Kwok City Center имеет 75 наземных этажей, занятых офисами и жилыми апартаментами, и пять подземных этажей. В 6-этажном подиуме расположены магазины и рестораны, в подвальной части — магазины, автомобильный паркинг и аварийное бомбоубежище. Архитектором небоскрёба выступила компания Fangjia Architecture Design (Шэньчжэнь), владельцем является гонконгский оператор недвижимости Hon Kwok Land Investment. 